# Stade Louis-Dugauguez
Das Stade Louis-Dugauguez ist ein Fußballstadion in der französischen Stadt Sedan, Département Ardennes, in der Region Grand Est. Hier trägt der Fußballverein CS Sedan seine Heimspiele aus. Benannt ist das Stadion nach Louis Dugauguez, der für Sedan als Spieler und Trainer tätig war. Zudem war er von 1967 bis 1968 französischer Nationaltrainer.

## Geschichte
Der Bau begann am 3. Januar 2000 am Standort des Leichtathletikstadions Trubert neben dem Stade Émile-Albeau, das von dem neuen Stadion ersetzt wurde. Die Gesamtkosten der Spielstätte betrugen 104 Mio. Franc (15,8 Mio. €).
Am 7. Oktober 2000 war die Eröffnung des noch unvollendeten Stadions und das erste Spiel gab es am 10. Oktober zwischen dem CS Sedan und Stade Rennes. Zu dieser Zeit fasste das Stadion 17.000 Zuschauer. Am 26. April 2001 begannen die Arbeiten an der noch fehlenden Tribüne. Am 16. September 2001 fand das erste Liga-Spiel des CS gegen Olympique Marseille statt. Der Besucherrekord wurde am 12. Mai 2006, am letzten Spieltag der Ligue 2-Saison, im Spiel CS Sedan gegen EA Guingamp (2:0) aufgestellt, als 23.130 Zuschauer anwesend waren.
Das reine Sitzplatzstadion hatte nun 23.189 Plätze, die vollständig überdacht sind. Weiter gibt es eine Pressetribüne mit 60 Plätzen, 192 V.I.P.-Plätze, 2 Empfangssäle und eine Flutlichtanlage mit 1.457 Lux Beleuchtungsstärke.